# Columel·la (os)

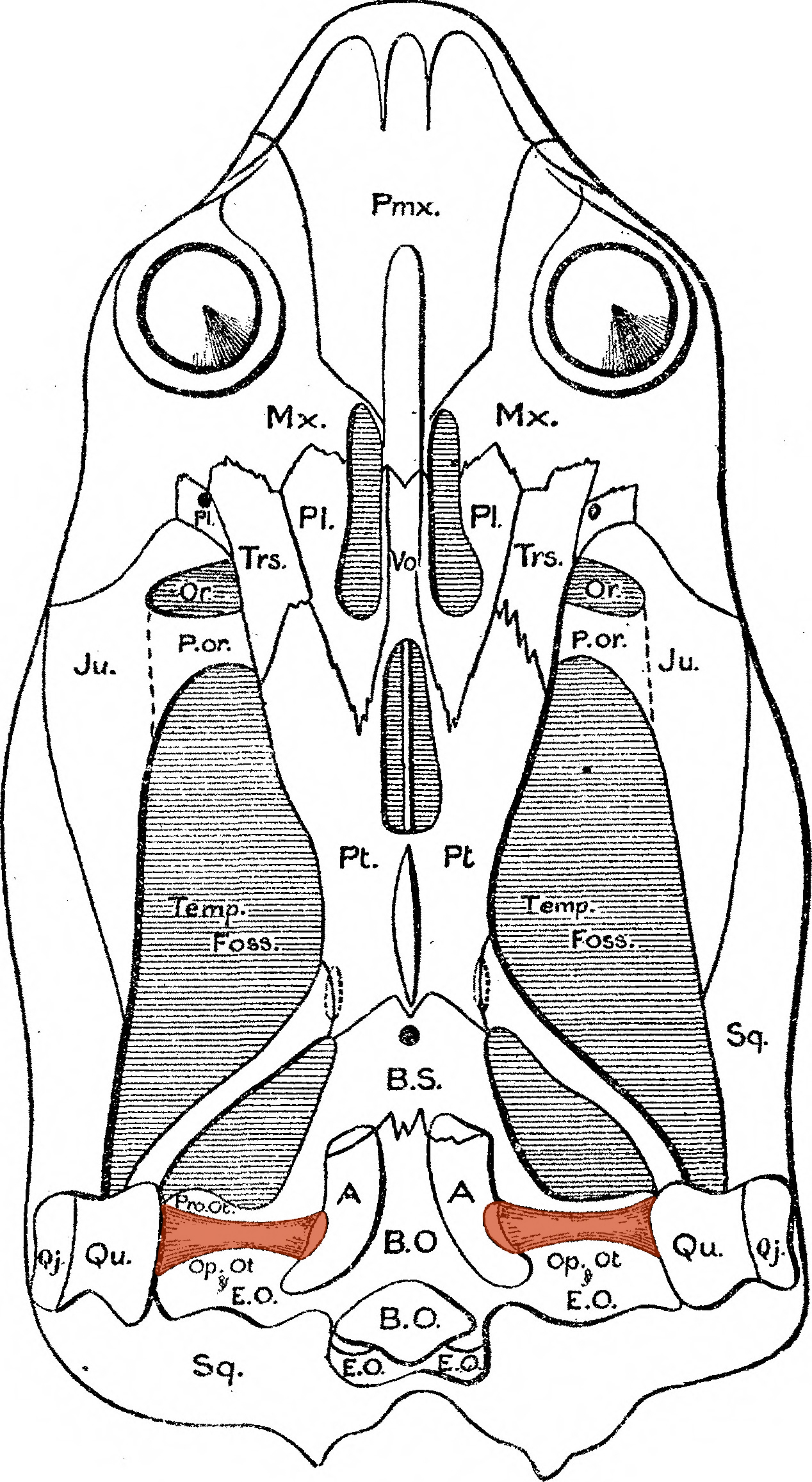
Columel·la (ressaltada en roig) al crani del teràpsid extingit Dicynodon

En l'aparell auditiu la columel·la contribueix a l'oïda en els amfibis, rèptils i ocells. La columel·la forma estructures primes i òssies a l'interior del crani que transmeten els sons captats al timpà. És un homòleg evolutiu de l'estrep, un dels ossicles auditius dels mamífers.
En moltes espècies l'extracolumel·la és una estructura cartilaginosa que creix associada amb la columel·la. Durant el desenvolupament, la columel·la deriva de l'extrem dorsal de l'arc hioidal.

## Evolució
L'evolució de la columel·la està molt relacionada amb l'evolució de l'articulació de la mandíbula. És un homòleg ancestral de l'estrep, i deriva de l'os hiomandibular dels peixos.
Com que la columel·la deriva de la hiomandibula, moltes de les seves relacions funcionals segueixen sent les mateixes. La columel·la és dins de la cavitat timpànica plena d'aire de l'orella mitjana. La placa basal, o extrem proximal de la columel·la, descansa a la finestra ovalada. El so es transmet a través de la finestra oval cap a dins de la càpsula òtica. Aquest moviment finalment estimula les cèl·lules sensorials de l'oïda interna.

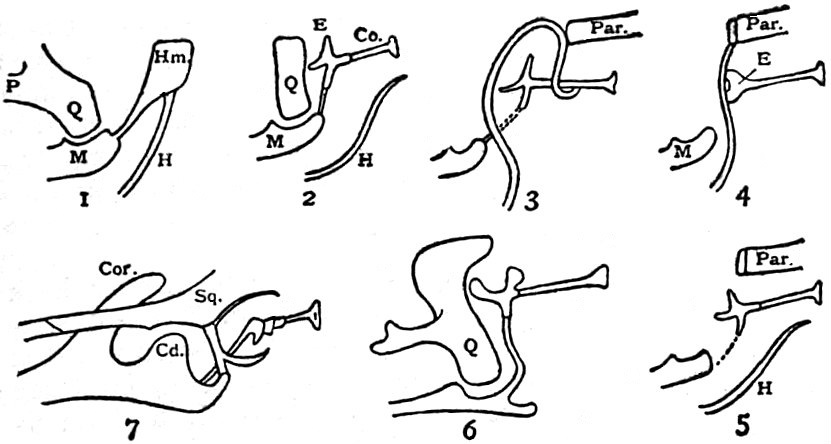
Representació de l'evolució dels ossicles de l'oïda. La columel·la (Co) i l'extracolumel·la (E) evolucionen cap a l'estrep i els estreps addicionals en mamífers embrionaris (7).

En la transició dels tetràpodes del mar a la terra, l'aparició primigènia de la columel·la funcional va aparèixer als temnospòndils.

## Extracolumel·la
Els cocodrils van evolucionar per aixecar el cap i el cos del terra, aïllant el cap de les vibracions del sòl. Sota pressió selectiva per detectar vibracions sonores en l'aire, la columel·la dels cocodrils s'ha tornat més esvelta i redueix la seva massa. L'extracolumel·la, una projecció cartilaginosa a l'extrem distal de la columel·la, acobla la columel·la al timpà per conduir el so de l'aire exterior.
Els ocells i els cocodrils moderns han desenvolupat una columel·la trifurcada, la qual forma una estructura de suport en forma d'Y a la superfície de la membrana timpànica. En els ocells, es creu que això augmenta la superfície de la placa columel·lar, reduint així el llindar d'audició i millorant la detecció d'ones sonores aèries.

## Anatomia en amfibis
En les granotes l'extracolumel·la és simple i té forma de maça.

## Anatomia en rèptils
En els rèptils la funció de la columel·la és transmetre el so al llarg de l'orella mitjana com a part del canal auditiu. La columel·la és relativament recta i es mou de manera semblant a un pistó en resposta a la vibració. Degut a l'estructura òssia rígida, la columel·la respon principalment a les vibracions de baixa freqüència transmeses pel terra.

### Cocodrils
En els cocodrils la columel·la sorgeix d'un component proximal i un altre distal que es desenvolupen en la columel·la i l'extracolumel·la, respectivament. Normalment està trifurcada, amb tres projeccions semblants a un dit que la recolzen contra la membrana timpànica. L'extracolumel·la roman cartilaginosa mentre que la columel·la s'ossifica durant el desenvolupament embrionari. La connexió entre la columel·la i l'extracolumel·la es manté flexible al llarg de la vida de l'animal.

### Serps

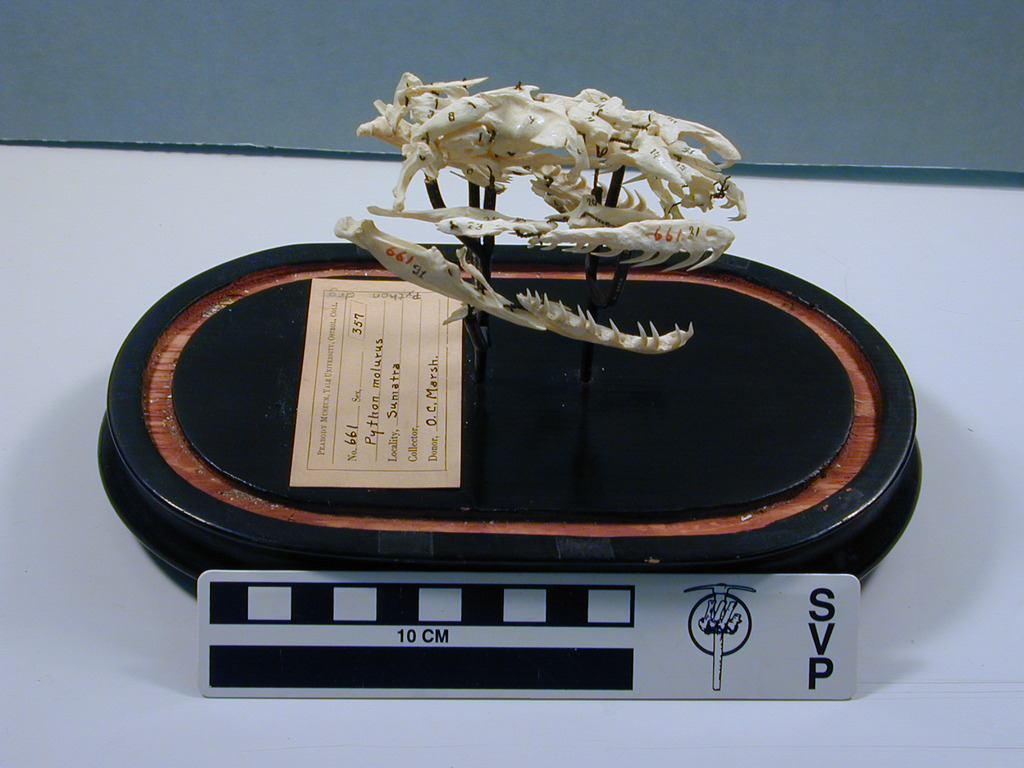
Crani muntat d'una pitó amb les articulacions de la mandíbula superior i inferior desarticulades. En les serps la columel·la s'uniria directament a l'os quadrat (c).

Les serps han perdut una membrana timpànica i, per tant, una fixació distal per a la columel·la. En canvi, la columel·la està connectada a l'os quadrat de la mandíbula. Així, les serps són capaces de detectar i localitzar les vibracions del sòl a través de la mandíbula inferior, en lloc dels costats del cap.

### Amfisbenis
En els amfisbenis l'extracolumel·la és especialment llarga i connecta fermament amb una capa de pell sobre l'os dentari de la mandíbula inferior. Aquesta connexió sembla facilitar la detecció de vibracions de l'aire a la zona facial. La incrustació a la pell sovint es produeix en una escata labial especialment augmentada. Com a resultat, l'amfisbeni és capaç de detectar les vibracions del substrat mentre s'enfonsa al sòl mentre protegeix l'oïda interna dels danys. Els amfisbenis no tenen una estructura de l'oïda externa, probablement a causa de la pressió selectiva per protegir l'orella mitjana i interna dels danys a mida que l'animal s'enterra.

## Ocells
En els ocells, la columel·la està ancorada a la membrana timpànica cònica formant un angle agut, en comptes d'un angle de 90 graus respecte al pla de la membrana timpànica. Es creu que això proporciona un avantatge en la conducció del so aeri des de l'extrem distal fins a l'extrem proximal de la columel·la.

### Desenvolupament en pollastres
En els embrions de pollastre, la columel·la primordial sorgeix d'una condensació mesenquimàtica. La condrificació de la columel·la es produeix abans que l'extracolumel·la. Durant l'ossificació endocondral, la columel·la s'ossifica a partir de dos orígens del periosti: l'eix i la placa plantar.

## Homologia en mamífers
En els mamífers i altres sinàpsids la columel·la ha evolucionat fins a convertir-se en l'estrep, un os homòleg dins de l'oïda interna recentment evolucionada. A mesura que la cavitat timpànica va evolucionar per reduir la mida, la columel·la es va escurçar. Els processos articulars en forma d'estrep de la columel·la van inspirar un nou nom per a aquest ossicle auditiu, l'estrep. Els ossicles auditius continuen funcionant en la transmissió del so a través de la via auditiva; tanmateix, han perdut la seva funció en la conducció de vibracions del terra de baixa freqüència.
Els rèptils que van sorgir posteriorment amb columel·la probablement van evolucionar amb extremitats més fortes i una postura més allunyada del terra i que impedí la transmissió de sons procedents del terra. La pell de l'orella va evolucionar cap al timpà, que va permetre la detecció de vibracions aèries d'alta freqüència. En els mamífers, els ossicles recentment especialitzats funcionen per transmetre i amplificar aquestes vibracions al llarg del canal auditiu.

## Columel·la artificial
En el humans es pot produir artificialment una columel·la com a autotrasplantament a partir d'os cortical. Aquestes pròtesis s'utilitzen com a reemplaçament de l'estrep en la cirurgia de l'oïda per a corregir problemes auditius (com ara el colesteatoma o re-perforació).